# Kaszás Ferenc
Kaszás Ferenc (Hajdúszoboszló, 1922. december 10. – Budapest, 1974. augusztus 8.) vasesztergályos, majd a Magyar Néphadsereg vezérőrnagya.

## A II. világháború alatt
1941 és 1943 között a Ganz Kapcsoló és Készülékek Gyárában dolgozott; ezt követően katona, ahonnan 1945. január elején megszökött. Ekkor önként jelentkezett a németek elleni harcra, és mint a magyar hadsereg 6. hadosztályának híradó-zászlóaljának katonája részt vett az ausztriai küzdelmekben.

## Pályája a háború után
1945-től tagja a Magyar Kommunista Pártnak (MKP). A katonai szolgálattól 1946-ban vált meg. 1946 és 1949 között ismét a Ganznál dolgozik, mint vasesztergályos, később az üzem MKP-s (majd MDP-s) titkára. Az akkori Néphadsereg állományába 1949-ben került, századosi rendfokozatban. Parancsnok-helyettesi (1949–1951), majd parancsnoki beosztásban dolgozott. Pártiskolára küldték, melynek elvégzése után – 1952-től 1956-ig – az MDP Központi Vezetősége honvédségi alosztályának vezetője volt. Az 1956-os forradalom alatt fegyverrel harcolt a régi rendszer védelméért. Részt vett a karhatalom szervezésében és irányításában, továbbá a Magyar Néphadsereg újjászervezésében. 1957 és 1961 között ezredes, az MSZMP Központi Bizottság Adminisztratív Osztályának osztályvezetője. Ez idő alatt elvégezte a Zrínyi Miklós Katonai Akadémiát, 1961-től vezérőrnagy, honvédelmi miniszterhelyettes, a Honvédelmi Minisztérium személyügyi főcsoportfőnöke. Súlyos betegsége miatt 1973-ban nyugdíjazták.